# Worried About the Boy
Worried About the Boy es una película de televisión inglesa de género dramático, basada en los primeros años del músico Boy George. Fue lanzada el 16 de mayo de 2010 y dirigida por Julian Jarrold. Fue protagonizada por Douglas Booth, Marc Warren, Freddie Fox y Mathew Horne, entre otros.

## Argumento
Inglaterra, 1980. El joven George O'Dowd (Douglas Booth) discute con sus padres acerca de su amor por la ropa extravagante y el maquillaje. Ante esto, decide mudarse a un destartalado piso con un joven llamado Peter (Freddie Fox), el cual se viste como Marilyn Monroe y se hace llamar a sí mismo como "Marilyn". Ambos se dan a conocer en el popular club de Steve Strange (Marc Warren), lugar donde George consigue un trabajo como guardarropa. 
George siempre ha tenido mala suerte en sus relaciones con los hombres, hasta que conoce al músico Kirk Brandon (Richard Madden). A través de Kirk, George posteriormente conoce al guapo baterista Jon Moss (Mathew Horne), de quien comienza a enamorarse. Despedido del club y abandonado por Kirk, George acude al mánager de los Sex Pistols, Malcolm McLaren (Mark Gatiss), en un intento de seguir con su carrera musical. McLaren le deja unirse a su banda, Bow Wow Wow, sin embargo, algún tiempo después George acaba siendo expulsado de esta debido a que los demás miembros del grupo no lo soportaban. Mikey Craig, un fan de la banda quien está impresionado con George, le invita a cantar en una nueva banda que está formando, donde se encuentra de nuevo con Jon. George y Jon inician una relación secreta, a la vez que la banda Culture Club salta a la fama con el sencillo Do You Really Want to Hurt Me, el cual se convirtió en un gran éxito. Cuatro años más tarde, un infeliz George es acosado por la prensa amarillista en medio de historias de su adicción a las drogas y, acude a Jon, ahora casado, por ayuda.

## Reparto
- Douglas Booth como Boy George
- Mathew Horne como Jon Moss
- Mark Gatiss como Malcolm McLaren
- Dean Fagan como Mikey Craig
- Marc Warren como Steve Strange
- Freddie Fox como Marilyn.
- Francis Magee como Jerry O'Dowd
- Richard Madden como Kirk Brandon
- Jonny Burt como Roy Hay
- Isabel Ford como Sra. Brandon
- Hannah Harford como Sarah
- Julian Jarrold como Director
- Elizabeth Lowe como Caroline
- Natalie O'Brien como Emily
- Nicola Potts como Dawn
- Suzanne Nichole Preston como Mo
- Daniel Wallace como Christopher
- Charlie Anson como Vernon (sin creditar)

## Producción

### Casting

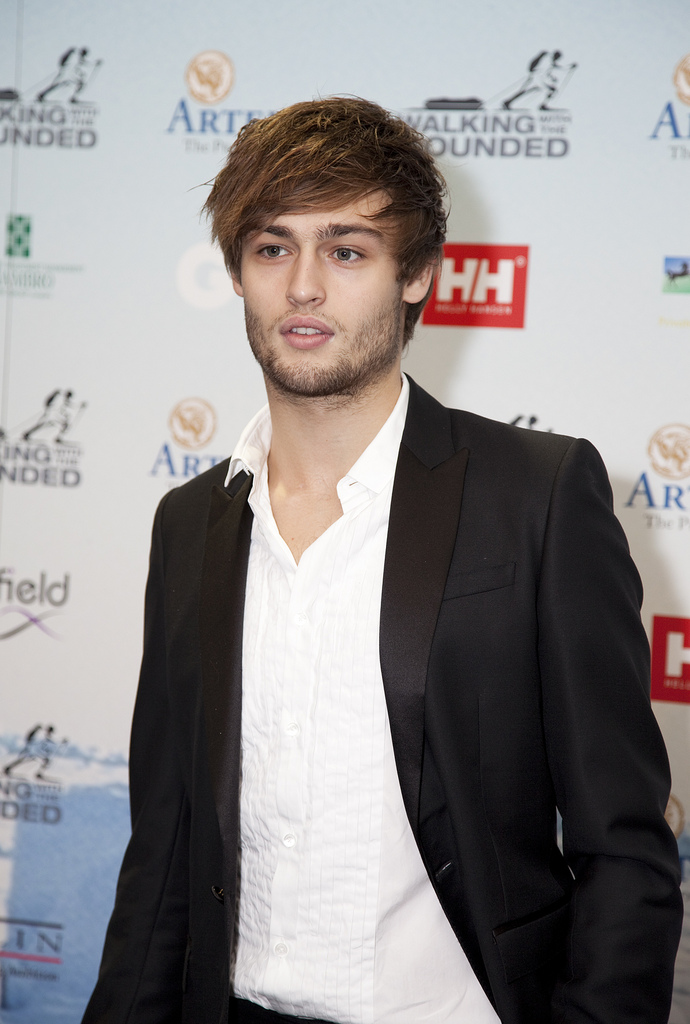
El actor Douglas Booth, intérprete de Boy George.

El actor Douglas Booth fue escogido para el papel de Boy George cuando tenía apenas diecisiete años de edad. Booth se sometió a una transformación física para el papel, afeitó sus cejas y comenzó a usar maquillaje pesado, así como también hablar con personas que habían conocido a Boy George durante sus años de adolescencia. Sobre esto comentó que «tenía que pasar horas en la silla del maquillaje y después de la primera semana, mi piel estaba descascarándose y me dolía mucho.» Booth conoció a Boy George durante el rodaje de la película, con el cantante remarcando que «él simplemente lo consigue. Hay algo en él que me recuerda a mí cuando tenía 17 años.»
Los actores Mathew Horne, Freddie Fox y Richard Madden fueron escogidos para los papeles de Jon Moss, Marylin y Kirk Brandon, respectivamente.